# ميليسا جورج
ميليسا سوزان جورج (بالإنجليزية: Melissa George)‏ (ولدت في 6 أغسطس 1976) هي ممثلة أسترالية أمريكية. و بطلة تزلج قومي سابقة في أستراليا , جورج بدأت مهنة التمثيل بلعب دور أنجيل باريش في المسلسل الأسترالي الذهاب و الإياب من 1993 و حتى 1996. بعد الانتقال للولايات المتحدة الأمريكية , جورج بدأت بأول ظهور لها في فيلمالخيال العلمي المدينة مدينة الظلام (1998) و لاحقاً ظهرت في أدوار ثانوية في فيلم ستيفن سودربرغ الإجرامي البحار ( 1999) و فيلم ديفيد لينش , طريق مولهولاند (2001) .
هي أيضاً ظهرت في التلفاز، في مسلسلات عدة مثل  فريندز (مسلسل) (2003) و إيلياس (مسلسل) ( 2003-04) و في العلاج ( 2008) و غريز أناتومي (2008-09) و اكذب علي (مسلسل) ( 2010) . و حصلت على ترشيح في جائزة غولدن غلوب لأفضل ممثلة مساعدة - مسلسل، أو مسلسل قصير أو فيلم تلفزيوني عن مسلسل في العلاج . في 2005 انتقلت جورج للأدوار القيادية في الأفلام، وبدأت بدور كاثي لوتز في النسخة الجديدة من فيلم رعب إيميتيفيل (2005) و تبعها بفيلم الإثارة تيوريستاس (2006) و فيلم مصاصي الدماء 30 يوما من الليل (2007) و حصلت على إشادة النقاد بعد دورها في فيلم المثلث (2009) .

## حياتها المبكرة
ميليسا جورج ولدت في  برث، في أستراليا الغربية و هي ابنة باميلا الممرضة و وغلين جورج، وهو عامل بناء., وليام وارد جدها من جهة أمها يعمل كمدير السجن في جزيرة روتنيست .

## الحياة الشخصية

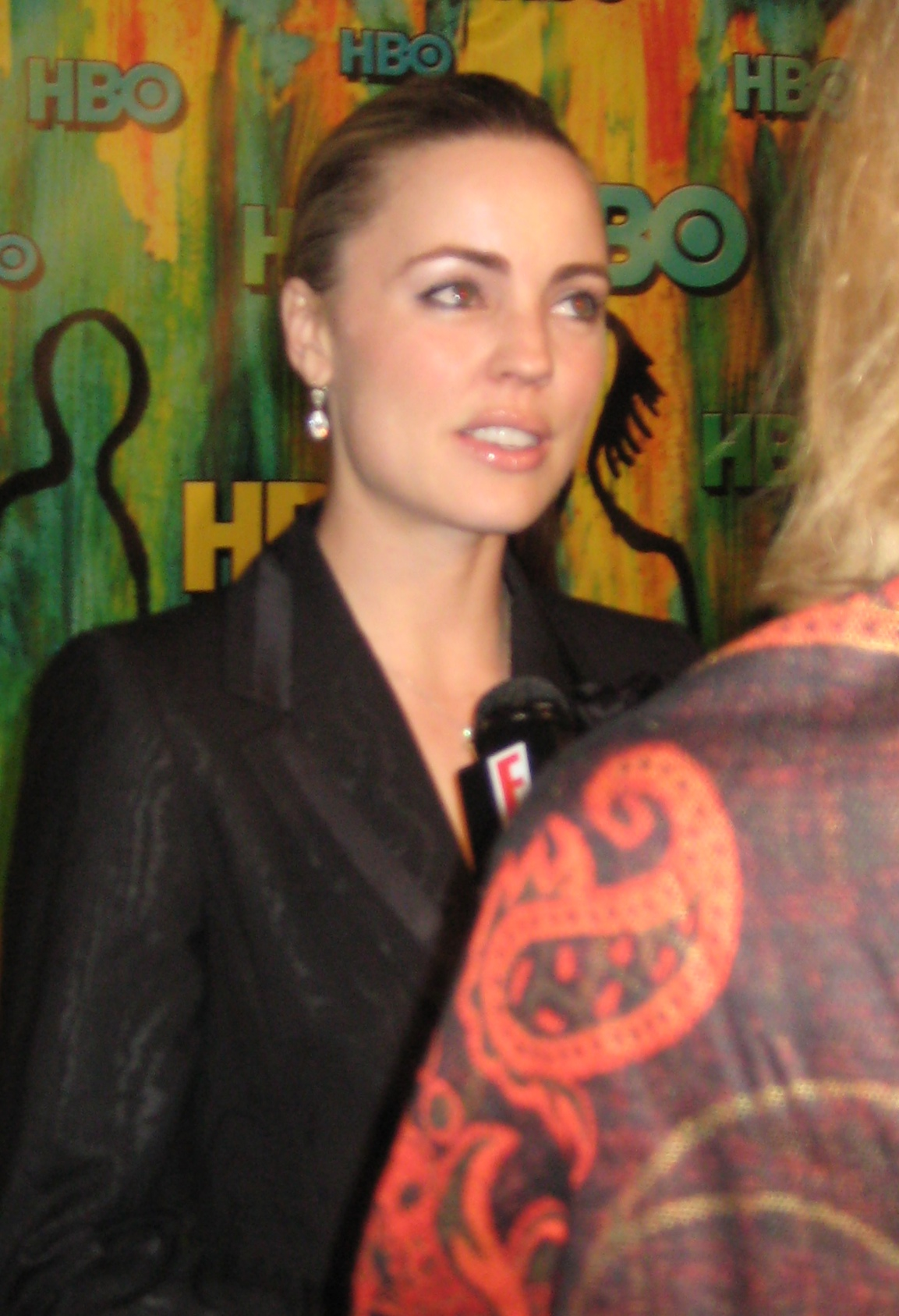
ميليسا جورج

في 1988 , جورج التقت مصمم الأثاث ومخرج الأفلام التشيلي كلاوديو دابيد في بالي . تزوجا بعدها بسنتان., في 2011 , تم الإعلان أنهما تطلقا، جورج لاحقاً واعدت عملاق الهيب هوب راسل سيمونز.,  منذ لقائها في BAFTA بعد الحفلة في 2011 , واعدت رجل الأعمال جان ديفيد بلان، مؤسس AlloCiné , ولديهم ابنان رافاييل (ب. 2014) وSolal (ب. 2015).
جورج أصبحت مواطنة أمريكية بعد أن تم منحها الجنسية الأمريكية في 2008., و هي ابن عم مغنية الأوبرا تايرن فايبيج .,

## الأفلام

### الأفلام
| السنة | الفيلم                    | الدور                  | ملاحظات         |
| ----- | ------------------------- | ---------------------- | --------------- |
| 1997  | Fable                     | Rex Fable              | فيلم تيليفزيوني |
| 1997  | Hollyweird                | كاريل آن               | فيلم تيليفزيوني |
| 1998  | مدينة الظلام              | ماي                    |                 |
| 1999  | The Limey                 | جينيفر / جيني / ويلسون |                 |
| 2001  | Sugar & Spice             | كليو ميلير             |                 |
| 2001  | طريق مولهولاند            | ماميلا                 |                 |
| 2001  | New Port South            | أماندا                 |                 |
| 2002  | Lost in Oz                | ألكساندرا              | فيلم تيليفزيوني |
| 2003  | Down with Love            | إلكي                   |                 |
| 2005  | رعب إيميتيفيل             | كاتي لوتز              |                 |
| 2005  | خرج عن مساره              | ديانا                  |                 |
| 2006  | Turistas                  | برو                    |                 |
| 2007  | Music Within              | كريستينا               |                 |
| 2007  | الجين القاتل (فيلم)       | هيلين                  |                 |
| 2007  | Home Sick                 | فتاة الدردشة 2#        |                 |
| 2007  | 30 يوما من الليل          | ستيلا                  |                 |
| 2008  | The Betrayed ‏             | جامي                   |                 |
| 2009  | Devil's Eye               | ميليسا                 | Short film      |
| 2009  | مثلث                      | جيس                    |                 |
| 2009  | U.S. Attorney             | سوزان                  | فيلم تيليفزيوني |
| 2010  | Second Chances            | كاتي                   | فيلم تيليفزيوني |
| 2011  | مكان وحيد للموت           | أليسون                 |                 |
| 2011  | Swinging with the Finkels | جانيت                  |                 |
| 2011  | Bag of Bones ‏             | ماتي                   |                 |
| 2012  | Between Us ‏               | شاري                   |                 |
| 2013  | Felony                    | جولي                   |                 |
| 2013  | Gothica                   | فيونا هنتر             | فيلم تيليفزيوني |